# Robin Hood – Der Löwe von Sherwood
Robin Hood – Der Löwe von Sherwood (alternativer deutscher Titel: Robin Hood – Der Held von Sherwood, Originaltitel: Il trionfo di Robin Hood) ist eine in Italien entstandene 90-minütige Verfilmung der Robin-Hood-Sage aus dem Jahr 1962, unter der Regie von Umberto Lenzi. Die deutschsprachige Erstaufführung erfolgte am 17. April 1965.

## Handlung
Nach dem Tod von König Heinrich von England bleibt die erwartete Amnestie aus, sodass Robin Hood, der Prinz und Herrscher über den Sherwood, bei Hofe in Ungnade gefallen und auf die Rückkehr Richard Löwenherz’ hoffend, Zulauf von vielen Leuten erhält, die sich bei ihm, unzufrieden mit ihrer Lage und den Spitzeln überall, ein freieres Leben erwarten. Unter den neuen Anhängern ist auch William der Rote, der jüngste Sohn von Sir Guido Gamwel, und Alan Clare, ein Edelmann und hervorragender Kämpfer. Es gelingt den Männern eine Reihe von Coups zum Nachteil Elwins von Nottingham, mit dem viele noch eine Rechnung offenhaben und der versucht, beim Herrscher Johann mehr und mehr Einfluss zu gewinnen. Er verbündet sich mit Graf Goodman und Sir Tristan von Galboroung, was Robin Hood in ernsthafte Schwierigkeiten bringt. Auch die Alan versprochene Isabella wird von ihrem Vater Elwin in seine Pläne eingespannt. Die vereinten Streitkräfte stellen auch für den zurückkehrenden Richard Löwenherz ein Problem dar, das Robin Hood durch das Eingreifen seiner Männer zugunsten Heinrichs lösen kann. Eine Generalamnestie lässt nun alle als freie Menschen weiterleben; Robin kann auch Anna, die Schwester Alan Clares, ehelichen, der selbst die schöne Isabella heiratet.

## Kritik
- Das Lexikon des internationalen Films sah ein „Mantel-und-Degen-Abenteuer im gewohnten Stil, doch handwerklich auf bescheidenem Niveau und wenig originell.“[1]

- Der Evangelische Film-Beobachter zog folgendes Fazit: „Selten schwacher italienischer Mantel- und Degen-Film in Farbe und auf Breitwand um den legendären englischen Volkshelden, der wieder an der Seite von Richard Löwenherz kämpft. Jede Empfehlung wäre ein leeres Versprechen.“[2]